# Calcícola
Calcícola és el terme amb què es coneix els tipus de plantes que normalment creixen en sòls calcaris, és a dir, rics en carbonat de calci. L'alzina, el timó i el romaní són exemples de plantes calcícoles. S'oposa als termes silicícola i calcífug.